# 805 Hormuthia
805 Hormuthia
805 Hormuthia là một tiểu hành tinh ở vành đai chính. Nó di chuyển tới củng điểm quỹ đạo ngay bên ngoài lỗ hổng Kirkwood ở 2,5 ĐVTV. Nó có đường kính ước tính là 73 km, và là một trong 500 tiểu hành tinh lớn nhất.
Tiểu hành tinh này do Max Wolf phát hiện ngày 17.4.1915 ở Heidelberg và được đặt theo tên Hormuth Kopff, vợ của nhà thiên văn học người Đức August Kopff.